# شارع حمد بن عبد الله

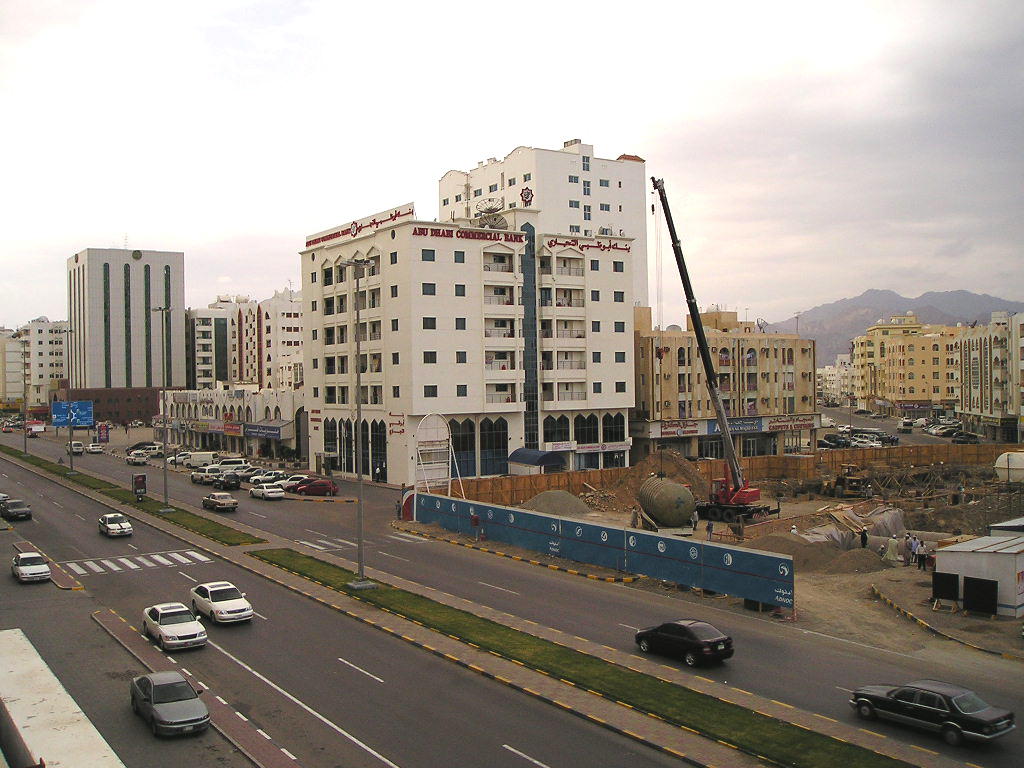
عمارات قيد الانشاء على طريق حمد بن عبدالله

طريق حمد بن عبد الله هو الطريق الرئيسي الممتد من الشرق إلى الغرب عبر مدينة الفجيرة في إمارة الفجيرة، الإمارات العربية المتحدة .   
يعتبر شارع حمد بن عبد الله محور للمركز التجاري والأعمال لمدينة الفجيرة، وهو محاط بمباني المكاتب الشاهقة (مثل برج الفجيرة ) والفنادق.  يقع مسجد الشيخ زايد الأبيض الكبير (ثاني أكبر مسجد في الإمارات العربية المتحدة) يقع شمال الطريق ويقع لولو مول الفجيرة إلى الجنوب، في حين تقع جامعة الفجيرة على الطريق نفسه.
يستمر الطريق في الطرف الغربي باعتباره امتدادًا طريق الشيخ خليفة بن زايد السريع (المعروف أيضًا باسم طريق الشيخ خليفة السريع)، وهو طريق مزدوج الاتجاه يربط مدينة الفجيرة بدبي وأجزاء أخرى من الإمارات العربية المتحدة. يصل الطريق في الطرف الشرقي إلى كورنيش الفجيرة وطريق الكورنيش متجهاً شمالاً وجنوباً بالقرب من الواجهة البحرية. بالقرب من هذه النقطة يوجد السوق المركزي وسوق القماش وسوق السمك والخضروات.